# Oskar Eriksson
Oskar Eriksson (n. 29 mai 1991, Norrstrand parish⁠(d), Comitatul Värmland, Suedia) este un jucător de curl ce a reprezentat Suedia, medaliat olimpic. A participat la 3 ediții ale Jocurilor Olimpice (2010, 2014, 2018) în care a câștigat o medalie de bronz.